# Donkervoort
Donkervoort Automobielen BV és un fabricant de cotxes esportius fabricats a mà i ultralleugers amb seu a Lelystad, Països Baixos. La marca de cotxes va ser fundada l'any 1978 per Joop Donkervoort. El 1996, els motors Ford de Donkervoort van ser substituïts per motors Audi. El lema de Donkervoort - "Sense compromís" - significa conduir sense cap ajuda electrònica com l'ABS (sistema de frens antibloqueig), el programa electrònic d'estabilitat (ESP) o la direcció assistida.

## Història corporativa
Donkervoort és una empresa privada controlada pel fundador Joop Donkervoort fins que es va jubilar el 2019 i el seu fill Denis el va succeir com a director general el 2021.
Joop va iniciar l'empresa com a importador de peces cotxes el 1978, però en saber-se que necessitava fer modificacions significatives per legalitzar la circulació dels cotxes muntats al carrer, va començar a construir els primers automòbils. El 1983, Donkervoort es va traslladar a una instal·lació de producció més gran a Loosdrecht, seguida d'un altre trasllat l'any 2000 a la seva seu actual i fàbrica a Lelystad. La producció de xassís, que abans s'havia contractat amb un proveïdor extern, es va portar internament a Lelystad el 2003.

## Automòbils
| Vehicle                  | Imatge                                                                      | Any             | Motor                                                                       |
| ------------------------ | --------------------------------------------------------------------------- | --------------- | --------------------------------------------------------------------------- |
| S7                       |                                                                             | 1978–1984       | 1.6 L Ford OHC                                                              |
| S8                       |                                                                             | 1980–1984       | 2.0 L Ford OHC                                                              |
| S8A                      |                                                                             | 1985–1993       | 2.0 L Ford OHC                                                              |
| S8AT                     |                                                                             | 1986–1994       | Turbocompressor 2.0 L Ford OHC Garrett T3 Turbocompressor ambintercanviador |
| S8AT                     | Turbocompressor 2.2 L Ford OHC Garrett T3 Turbocompressor ambintercanviador | 1986–1994       |                                                                             |
| D10                      |                                                                             | 1988–1989       | Turbocompressor 2.2 L (2,160 cc) Ford OHC (Garrett T3)                      |
| D8 Zetec                 |                                                                             | 1993–1998       | 1.8 L 16V Zetec                                                             |
| D8 Zetec                 | 2.0 L 16V Zetec                                                             | 1993–1998       |                                                                             |
| D8 Cosworth              |                                                                             | 1994–1998       | Turbocompressor 2.0 L DOHC Cosworth YB                                      |
| D8 Audi (AGU)            |                                                                             | 1999–2002       | Turbocompressor 1.8 L 20vT Audi                                             |
| D8 Audi (E-gas)          |                                                                             | 2003–2012       | Turbocompressor 1.8 L 20vT Audi                                             |
| D8 270 RS                |                                                                             | 2005–2007       | Turbocompressor 1.8 L 20vT Audi                                             |
| D8 270                   |                                                                             | 2008–2012       | Turbocompressor 1.8 L 20vT Audi                                             |
| D8 GT                    |                                                                             | 2007–2012       | Turbocompressor 1.8 L 20vT Audi                                             |
| D8 GTO                   |                                                                             | 2013–2022       | Turbocompressor 2.5 L TFSI 5-cylinder Audi                                  |
| D8 GTO RS                |                                                                             | 2016–2022       | Turbocompressor 2.5 L TFSI 5-cylinder Audi                                  |
| D8 GTO 40                |                                                                             | 2018            | Turbocompressor 2.5 L TFSI 5-cylinder Audi                                  |
| D8 GTO JD-70             |                                                                             | 2019            | Turbocompressor TFSI 5-cylinder Audi                                        |
| D8 GTO JD-70 R           |                                                                             | 2020            | Turbocompressor TFSI 5-cylinder Audi                                        |
| D8 GTO Individual Series |                                                                             | 2021–actualitat | Turbocompressor TFSI 5-cylinder Audi                                        |
| F22                      |                                                                             | 2022–actualitat | Turbocompressor TFSI 5-cylinder Audi                                        |